# Clarence Shaw
Clarence Eugene Shaw (Detroit, 16 juni 1926 - Los Angeles, 17 augustus 1973 was een Amerikaanse jazz-trompettist. Hij speelde bij Charles Mingus.
Clarence Shaw speelde aanvankelijk trombone en piano, maar stapte over op de trompet nadat hij een plaat van Dizzy Gillespie met Charlie Parker had gehoord. Hij studeerde aan Detroit Institute of Music en speelde daarnaast met mannen als Lester Young en Lucky Thompson. In 1957 kwam hij bij Charles Mingus' Jazz Workshop, waarmee hij enkele platen opnam. Na een ruzie met Mingus vernielde hij zijn trompet en besloot nooit meer in de muziek actief te zijn. Hij werkte onder meer als goudsmid en studeerde hypnose, maar kwam in 1962 terug in de muziek. Hij formeerde een groep en nam in Chicago drie platen op voor Argo Records. In 1964 stopte hij er weer mee, om terug te keren in 1968 toen hij optrad met een combo.

## Discografie
- Break Through, Argo, 1962
- Debut in Blues, Argo, 1963
- Carnival Sketches, Argo, 1963

- Bibliothèque nationale de France: cb140162703 (data)
- Gemeinsame Normdatei: 135017947
- International Standard Name Identifier: 0000 0000 8113 8511
- Library of Congress Control Number: n87126244
- MusicBrainz: 7fec0960-31a2-4576-9bf0-eb70a9286c7d
- Istituto Centrale per il Catalogo Unico: DDSV147137
- Système universitaire de documentation: 155677977
- Virtual International Authority File: 34655804
- WorldCat: E39PBJyrQXCc84xH8wk69BHt8C